# هورن (آریزونا)
هورن (به انگلیسی: Horn) یک منطقهٔ مسکونی در ایالات متحده آمریکا است که در آریزونا واقع شده‌است. هورن ۱۴۱ متر بالاتر از سطح دریا واقع شده‌است.